# Taesŏng-guyŏk
Taesŏng-guyŏk (koreanska: 대성구역) är en kommun i Nordkorea.   Den ligger i provinsen Pyongyang, i den sydvästra delen av landet. Huvudstaden Pyongyang ligger i Taesŏng-guyŏk.